# Jules Blache
Pour les articles homonymes, voir Blache.
Jules Blache, né le 28 janvier 1893 à Grenoble  et mort le 7 avril 1970 à Nice, est un géographe français, préfet à la Libération entre 1944 et 1946.

## Biographie
Il entreprend des études de géographie à l'université de Grenoble : il est élève de Raoul Blanchard. Doctorat ès lettres
il est professeur au lycée de Grenoble en décembre 1919. De 1928 à 1935 il est ensuite chargé de cours puis maître de conférences à la faculté des lettres de Grenoble. Agrégé d'histoire et géographie en 1931, sa thèse porte sur les massifs de la Grande Chartreuse et du Vercors. Spécialiste des Alpes, il rédige plusieurs ouvrages de référence sur la géographie alpine. Le 1er octobre 1935, il devient professeur de géographie à la faculté des lettres de Nancy. Il écrira alors sur la géographie de la Lorraine.
Pendant la Seconde Guerre mondiale, il participe à la résistance active à partir de 1943 Il est sur les listes du Comité départemental de Libération (C.D.L.) et est désigné le 25 avril 1944 pour la fonction de préfet à la Libération. Il est présent en Meurthe-et-Moselle dès juillet 1944, est nommé préfet délégué de Meurthe-et-Moselle le 18 novembre 1944 à compter du 15 septembre 1944. En 1946, il demande sa démission, qui est acceptée le 24 septembre 1946 à compter du 1er novembre.
Préfet honoraire, il est nommé recteur de l'université d'Aix-Marseille.
Mort subitement à Nice, début avril 1970, il est inhumé à Saint-Ismier le 9 avril 1970.
Il a fait don de ses photographies à l’Institut de géographie alpine.

## Œuvres
Une bibliographie de Jules Blache est publié dans Geographers: Biobibliographical Studies.
- Le Grand Refus, éditions Berger-Levrault, 1945
- L'homme et la montagne, Gallimard, coll. « Géographie humaine », 1933.
- « Le problème de l'habitat dans les massifs de la Chartreuse et du Vercors », Revue de géographie alpine, 1924, tome XII.
- Les Massifs de la Grande Chartreuse et du Vercors, deux tomes, éditions Didier et Richard 1931. Réédition Laffitte reprints, Marseille, 1978.
- Comment s'établit le profil accidenté des vallées glaciaires, Grenoble, Institut de géographie alpine, 1936.
- Études morphologiques en Savoie, Grenoble, Institut de géographie alpine, 1933.
- La Question des pénéplaines du Jura tabulaire, Grenoble, Institut de géographie alpine, 1929.
- La Sculpture glaciaire, S.l., s.n., vers 1950. In-8 br., couv. muette, p. 31-123, 34 figures.
- Les Grands Traits de la morphologie corse, Grenoble, Institut de géographie alpine, 1932.
- Les Types de migrations pastorales montagnardes (essai de classification), Grenoble, Institut de géographie alpine, 1934.
- Relief préalpin et relief jurassien, P., Colin, 1925.
- Sur l'interprétation des irrégularités latérales des auges glaciaires, Leyde, Brill, 1938.
- De la structure parcellaire à l'habitat rural en Lorraine, dans Bulletin de l'Association des géographes français, no 105, avril 1937, p. 58-64
- Une bibliographie lorraine, la structure parcellaire du terroir lorrain et le problème de l'habitat rural dans Le pays lorrain, t. 29, 1937, no 1, p. 76-101
- Les maisons étirées du vignoble toulois (Lorraine) : l'exemple du village de Bruley, dans Comptes rendus du Congrès international de géographie, Amsterdam, 1938, t. 2, Leyde, p. 19-25
- Un village de la Vôge, Martinvelle, dans ses rapports avec le village de type lorrain, dans Comptes rendus du Congrès international de géographie, Amsterdam, 1938, t. 2, Leyde, p. 26-31
- La délimitation de l'habitat rural de type lorrain, dans Comptes rendus du Congrès des Sociétés savantes de l'Est de la France, Nancy, 1938, t. 1, p. 117

## Honneurs
- Médaille de la Résistance.
- Officier de la Légion d'Honneur.
- Le 12 juin 1956, Jules Blache devient doctor honoris causa de l'université d'Oxford le même jour que Jean Cocteau[5].